# Fridrich Ferdinand Šlesvicko-Holštýnský
Fridrich Ferdinand Šlesvicko-Holštýnský (Fridrich Ferdinand Jiří Kristián Karel Vilém; 12. října 1855 Kiel – 21. ledna 1934 Primkenau) byl čtvrtým šlesvicko-holštýnsko-sonderbursko-glücksburským vévodou a od roku 1931 vévodou šlesvicko-holštýnským.

## Původ a následnictví
Fridrich Ferdinand se narodil v Kielu v holštýnském vévodství jako nejstarší syn Fridricha Šlesvicko-Holštýnsko-Sonderbursko-Glücksburského a jeho manželky Adléty ze Schaumburg-Lippe; byl také synovcem dánského krále Kristiána IX. Fririch Ferdinand se stal hlavou Šlesvicko-holštýnsko-sonderbursko-glücksburské dynastie po smrti svého otce 27. listopadu 1885. Když 27. dubna 1931 zemřel bezdětný vévoda Albrecht Šlesvicko-Holštýnský, hlava Šlesvicko-holštýnsko-sonderbursko-augustenburské dynastie, stal se Fridrich Ferdinand hlavou rodu Oldenburků a zdědil titul šlesvicko-holštýnského vévody.

## Manželství a potomci
19. března 1885 se téměř třicetiletý Fridrich Ferdinand v Primkenau oženil s o pět let mladší Karolínou Matyldou Šlesvicko-Holštýnsko-Sonderbursko-Augustenburskou, dcerou vévody Fridricha VIII. Šlesvicko-Holštýnského a Adléty z Hohenlohe-Langenburgu. Manželé spolu měli šest dětí:
- Viktorie Adléta Šlesvicko-Holštýnská (31. prosince 1885 – 3. října 1970) ⚭ 1905 Karel Eduard Sasko-Kobursko-Gothajský (19. července 1884 – 6. března 1954), vévoda sasko-kobursko-gothajský a vévoda z Albany
- Alexandra Viktorie Šlesvicko-Holštýnsko-Sonderbursko-Glücksburská (21. dubna 1887 – 15. dubna 1957)
⚭ 1908 August Vilém Pruský (29. ledna 1887 – 25. března 1949), rozvod 1920
⚭ 1922 Arnold Rümann (1884–1951), rozvod 1933
- Helena Adléta Šlesvicko-Holštýnsko-Sonderbursko-Glücksburská (1. června 1888 – 30. června 1962) ⚭ 1909 Harald Dánský (8. října 1876 – 30. března 1949)
- Adléta Šlesvicko-Holštýnsko-Sonderbursko-Glücksburská (19. října 1889 – 11. června 1964) ⚭ 1914 Fridrich, 3. kníže ze Solms-Baruth (1886–1951)
- Vilém Fridrich Šlesvicko-Holštýnský (23. srpna 1891 – 10. února 1965) ⚭ 1916 Marie Melita Hohenlohe-Langenburská (18. ledna 1899 – 8. listopadu 1967)
- Karolína Matylda Šlesvicko-Holštýnsko-Sonderbursko-Glücksburská (11. května 1894 – 28. ledna 1972) ⚭ 1920 Hans ze Solms-Baruth (1893–1971)

Fridrich Ferdinand zemřel 21. ledna 1934 ve věku 78 let.

## Tituly, oslovení a vyznamenání

### Tituly a oslovení
- 12. října 1855 – 19. prosince 1863: Jeho Jasnost princ Fridrich Ferdinand Šlesvicko-Holštýnsko-Sonderbursko-Glücksburský
- 19. prosince 1863 – 24. října 1878: Jeho Výsost princ Fridrich Ferdinand Šlesvicko-Holštýnsko-Sonderbursko-Glücksburský
- 24. října 1878 – 27. listopadu 1885: Jeho Výsost dědičný princ šlesvicko-holštýnsko-sonderbursko-glücksburský
- 27. listopadu 1885 – 27. dubna 1931: Jeho Výsost vévoda šlesvicko-holštýnsko-sonderbursko-glücksburský
- 27. dubna 1931 – 21. ledna 1934: Jeho Výsost vévoda šlesvicko-holštýnský

### Vyznamenání
- Domácí řád Albrechta Medvěda
- Řád slona
- Vévodský sasko-ernestinský domácí řád
- Řád Spasitele
- Domácí a záslužný řád vévody Petra Fridricha Ludvíka
- Řád černé orlice
- Královský řád Viktoriin
- Řád württemberské koruny

## Vývod z předků
|                                         |                                                               |  |                                        |                                                 |  |  |  |  |  |  |  | Karel Antonín Holštýnsko-Becký |
|                                         |                                                               |  |                                        |                                                 |  |  |  |  |  |  |  |                                |
|                                         | Fridrich Karel Ludvík Šlesvicko-Holštýnsko-Sonderbursko-Becký |  |                                        |                                                 |  |  |  |  |  |  |  |                                |
|                                         |                                                               |  |                                        |                                                 |  |  |  |  |  |  |  |                                |
|                                         |                                                               |  |                                        | Šarlota Frederika z Donína-Leistenau            |  |  |  |  |  |  |  |                                |
|                                         |                                                               |  |                                        |                                                 |  |  |  |  |  |  |  |                                |
|                                         | Fridrich Vilém Šlesvicko-Holštýnsko-Sonderbursko-Glücksburský |  |                                        |                                                 |  |  |  |  |  |  |  |                                |
|                                         |                                                               |  |                                        |                                                 |  |  |  |  |  |  |  |                                |
|                                         |                                                               |  |                                        | Karel Leopold Schliebenský                      |  |  |  |  |  |  |  |                                |
|                                         |                                                               |  |                                        |                                                 |  |  |  |  |  |  |  |                                |
|                                         | Frederika Schliebenská                                        |  |                                        |                                                 |  |  |  |  |  |  |  |                                |
|                                         |                                                               |  |                                        |                                                 |  |  |  |  |  |  |  |                                |
|                                         |                                                               |  |                                        | Marie Eleonora Lehndorffská                     |  |  |  |  |  |  |  |                                |
|                                         |                                                               |  |                                        |                                                 |  |  |  |  |  |  |  |                                |
|                                         | Fridrich Šlesvicko-Holštýnsko-Sonderbursko-Glücksburský       |  |                                        |                                                 |  |  |  |  |  |  |  |                                |
|                                         |                                                               |  |                                        |                                                 |  |  |  |  |  |  |  |                                |
|                                         |                                                               |  |                                        | Fridrich II. Hesensko-Kasselský                 |  |  |  |  |  |  |  |                                |
|                                         |                                                               |  |                                        |                                                 |  |  |  |  |  |  |  |                                |
|                                         | Karel Hesensko-Kasselský                                      |  |                                        |                                                 |  |  |  |  |  |  |  |                                |
|                                         |                                                               |  |                                        |                                                 |  |  |  |  |  |  |  |                                |
|                                         |                                                               |  |                                        | Marie Hannoverská                               |  |  |  |  |  |  |  |                                |
|                                         |                                                               |  |                                        |                                                 |  |  |  |  |  |  |  |                                |
|                                         | Luisa Karolína Hesensko-Kasselská                             |  |                                        |                                                 |  |  |  |  |  |  |  |                                |
|                                         |                                                               |  |                                        |                                                 |  |  |  |  |  |  |  |                                |
|                                         |                                                               |  |                                        | Frederik V. Dánský                              |  |  |  |  |  |  |  |                                |
|                                         |                                                               |  |                                        |                                                 |  |  |  |  |  |  |  |                                |
|                                         | Luisa Dánská a Norská                                         |  |                                        |                                                 |  |  |  |  |  |  |  |                                |
|                                         |                                                               |  |                                        |                                                 |  |  |  |  |  |  |  |                                |
|                                         |                                                               |  |                                        | Luisa Hannoverská                               |  |  |  |  |  |  |  |                                |
|                                         |                                                               |  |                                        |                                                 |  |  |  |  |  |  |  |                                |
| Fridrich Ferdinand Šlesvisko-Holštýnský |                                                               |  |                                        |                                                 |  |  |  |  |  |  |  |                                |
|                                         |                                                               |  |                                        |                                                 |  |  |  |  |  |  |  |                                |
|                                         |                                                               |  | Fridrich Arnošt Lippsko-Alverdissenský |                                                 |  |  |  |  |  |  |  |                                |
|                                         |                                                               |  |                                        |                                                 |  |  |  |  |  |  |  |                                |
|                                         | Filip II. ze Schaumburg-Lippe                                 |  |                                        |                                                 |  |  |  |  |  |  |  |                                |
|                                         |                                                               |  |                                        |                                                 |  |  |  |  |  |  |  |                                |
|                                         |                                                               |  |                                        | Alžběta Filipína Friesenhausenská               |  |  |  |  |  |  |  |                                |
|                                         |                                                               |  |                                        |                                                 |  |  |  |  |  |  |  |                                |
|                                         | Jiří Vilém ze Schaumburg-Lippe                                |  |                                        |                                                 |  |  |  |  |  |  |  |                                |
|                                         |                                                               |  |                                        |                                                 |  |  |  |  |  |  |  |                                |
|                                         |                                                               |  |                                        | Vilém Hesensko-Philippsthalský                  |  |  |  |  |  |  |  |                                |
|                                         |                                                               |  |                                        |                                                 |  |  |  |  |  |  |  |                                |
|                                         | Juliana Hesensko-Philippsthalská                              |  |                                        |                                                 |  |  |  |  |  |  |  |                                |
|                                         |                                                               |  |                                        |                                                 |  |  |  |  |  |  |  |                                |
|                                         |                                                               |  |                                        | Ulrika Eleonora Hesenská                        |  |  |  |  |  |  |  |                                |
|                                         |                                                               |  |                                        |                                                 |  |  |  |  |  |  |  |                                |
|                                         | Adléta ze Schaumburg-Lippe                                    |  |                                        |                                                 |  |  |  |  |  |  |  |                                |
|                                         |                                                               |  |                                        |                                                 |  |  |  |  |  |  |  |                                |
|                                         |                                                               |  |                                        | Karel August Waldecko-Pyrmontský                |  |  |  |  |  |  |  |                                |
|                                         |                                                               |  |                                        |                                                 |  |  |  |  |  |  |  |                                |
|                                         | Jiří I. Waldecko-Pyrmontský                                   |  |                                        |                                                 |  |  |  |  |  |  |  |                                |
|                                         |                                                               |  |                                        |                                                 |  |  |  |  |  |  |  |                                |
|                                         |                                                               |  |                                        | Kristýna Henrieta Falcko-Zweibrückenská         |  |  |  |  |  |  |  |                                |
|                                         |                                                               |  |                                        |                                                 |  |  |  |  |  |  |  |                                |
|                                         | Ida Waldecko-Pyrmontská                                       |  |                                        |                                                 |  |  |  |  |  |  |  |                                |
|                                         |                                                               |  |                                        |                                                 |  |  |  |  |  |  |  |                                |
|                                         |                                                               |  |                                        | August II. Schwarzbursko-Sondershausenský       |  |  |  |  |  |  |  |                                |
|                                         |                                                               |  |                                        |                                                 |  |  |  |  |  |  |  |                                |
|                                         | Augusta Schwarzbursko-Sondershausenská                        |  |                                        |                                                 |  |  |  |  |  |  |  |                                |
|                                         |                                                               |  |                                        |                                                 |  |  |  |  |  |  |  |                                |
|                                         |                                                               |  |                                        | Kristýna Alžběta Albertina Anhaltsko-Bernburská |  |  |  |  |  |  |  |                                |
|                                         |                                                               |  |                                        |                                                 |  |  |  |  |  |  |  |                                |